# Draisienne
Ne pas confondre avec la draisine, véhicule ferroviaire.

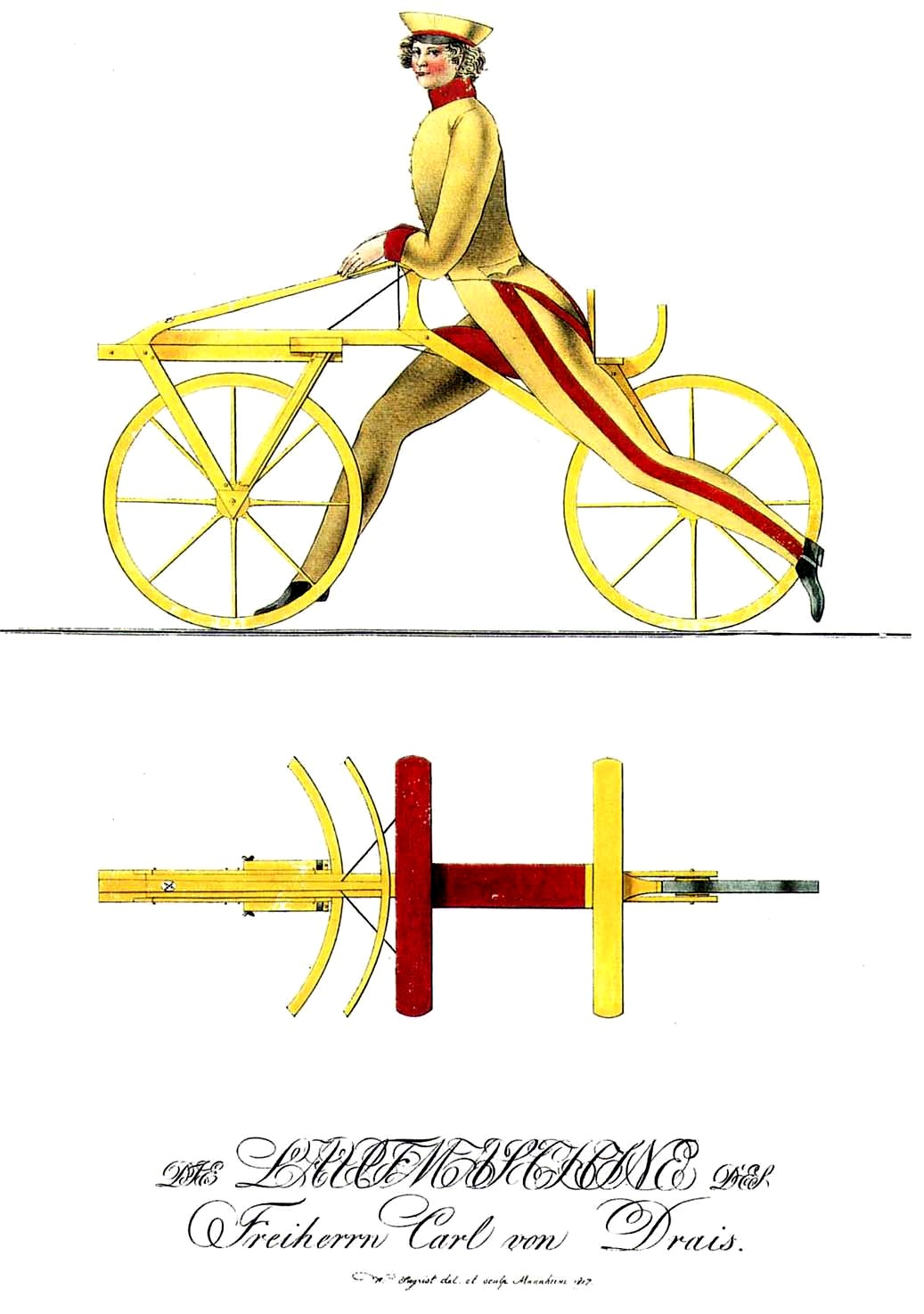
Une draisienne en 1817.

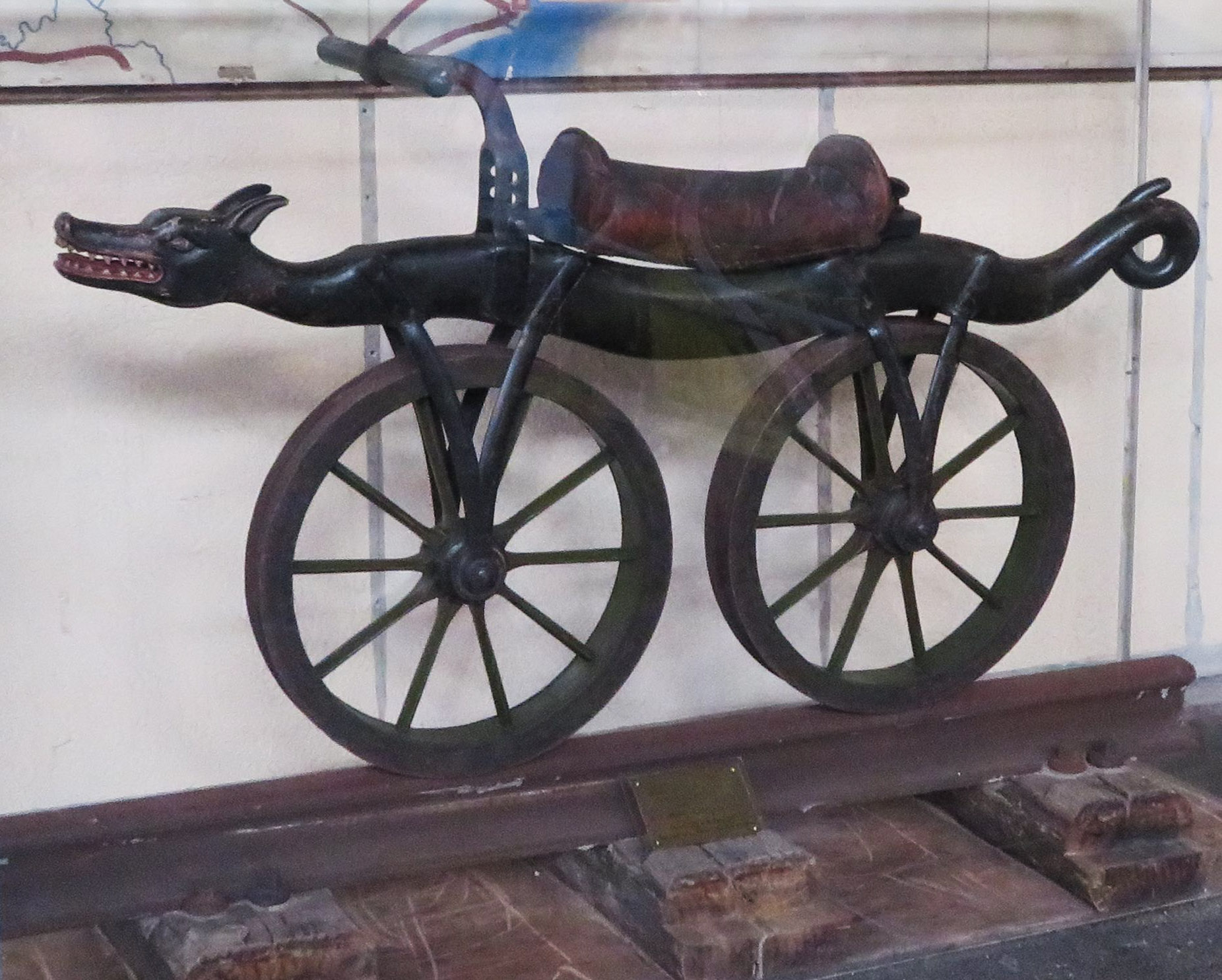
Draisienne pour l'inspection des voies ferrées.

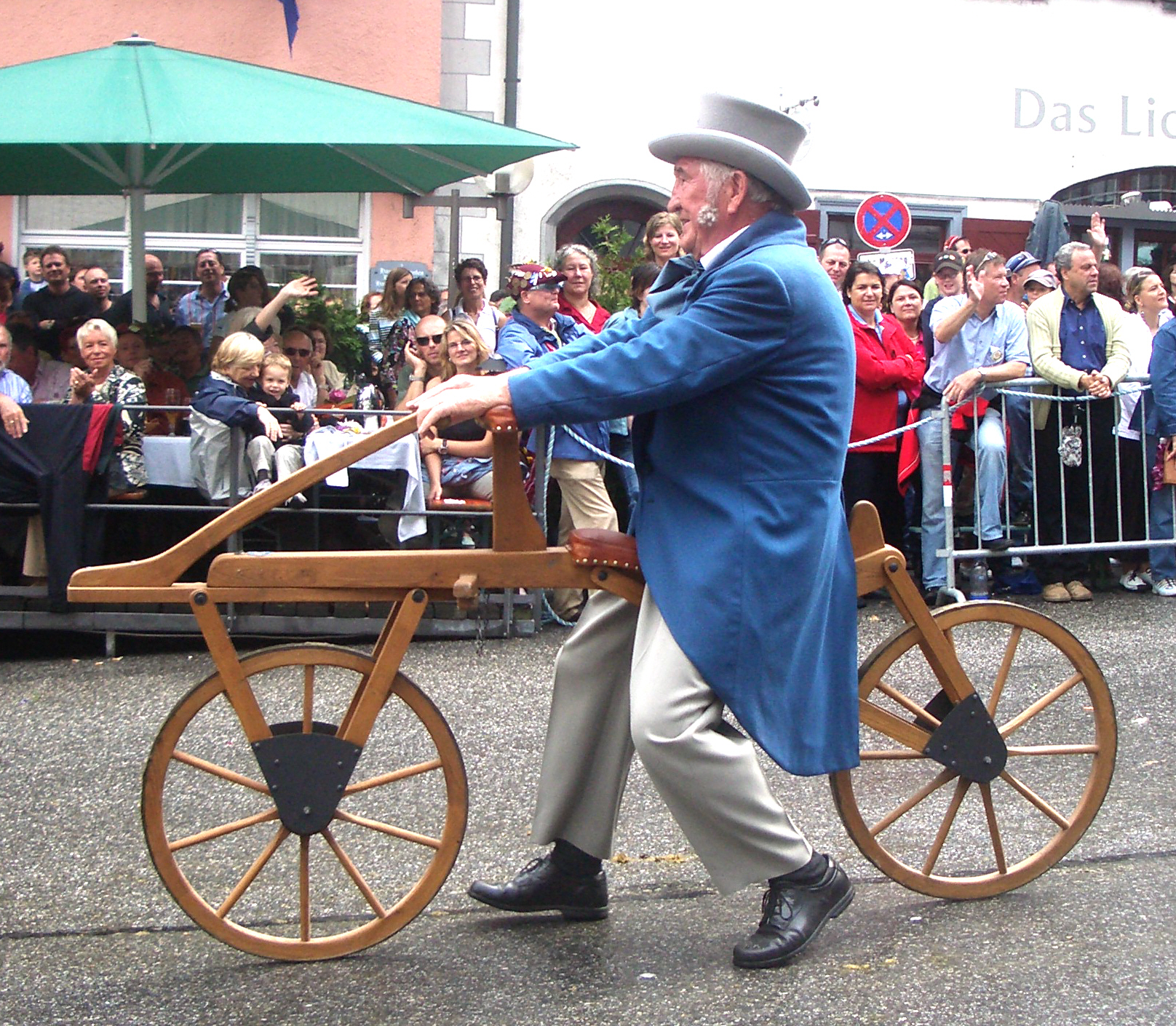
Une draisienne historique reconstituée en 2005.

Une  draisienne est un véhicule vélocipède à deux roues alignées que l'on fait avancer en poussant sur le sol avec ses pieds. Les premières draisiennes étaient munies d'une sorte de guidon qui permettait seulement de poser les mains et d'un dirigeoir, sorte de levier permettant d'orienter la roue avant.

## Technique
La draisienne présente une mécanique très simple. Elle se divise deux parties : le cadre et le train de direction. Le longeron du train directeur est lié au cadre par le pivot de direction commandé par le timon conducteur, dénomination du guidon. Les deux roues sont d'égale hauteur.
Un siège est fixé sur le cadre assez bas pour que les pieds puissent toucher le sol. Le pilote s'assoit à califourchon. L'appareil est alors en mouvement quand son conducteur pousse le sol avec ses pieds comme on le fait actuellement avec une trottinette.
Les anciennes draisiennes actuellement connues pèsent entre 17,3 kg (musée d'Apelborn) et 23 kg (musée de Munich).

## Histoire

Évolution de la bicyclette de la draisienne de 1817 à nos jours, en passant par le grand-bi vers 1870.

La draisienne (Laufmaschine) est inventée en 1817 par un baron badois, Karl von Drais, d'où son nom. Il établit un premier record le 12 juin 1817, parcourant 14,4 km en 1 heure,
L'éruption du volcan Tambora, survenue en avril sur l'île de Sumbawa, en Indonésie, entraîne un sensible et bref changement climatique. Cette altération conduit en 1816 les États-Unis et l'Europe à subir ce que sera dénommé « une année sans été » et qui entraîne une baisse du rendement dans les récoltes. Les chevaux qui sont les principaux moyens de locomotion, à l'époque, manquent d’avoine, ce qui a conduit à l’abattage massif de chevaux en Europe et notamment en Allemagne. L'invention de Von Drais, la « Laufmaschine » pourrait, selon son inventeur, pallier le manque de chevaux qui se fait ressentir dès 1817,,,.
La draisienne est expérimentée à Paris, par son inventeur, en avril 1818 au carrefour de l'Observatoire, non loin du jardin du Luxembourg.
Cette invention fut commercialisée en France sous le nom de vélocipède et en Angleterre sous le nom de hobby horse (cheval de loisir). Elle est considérée comme l'ancêtre du vélo.
Après une courte période de succès, la draisienne disparut pratiquement, remplacée par le vélocipède à pédales sur la roue avant, généralement considéré comme inventé en 1861 à Paris par le serrurier Pierre Michaux et son fils Ernest.
La draisienne aurait été précédée en 1790 en France par le célérifère, mais il s'agit d'un canular de la fin du XIXe siècle, créé par un journaliste français avide de réécrire l’histoire, guidé par son orgueil nationaliste antiallemand. Cette supercherie sera dénoncée durant la seconde moitié du XXe siècle.

Années 1818 à 1820
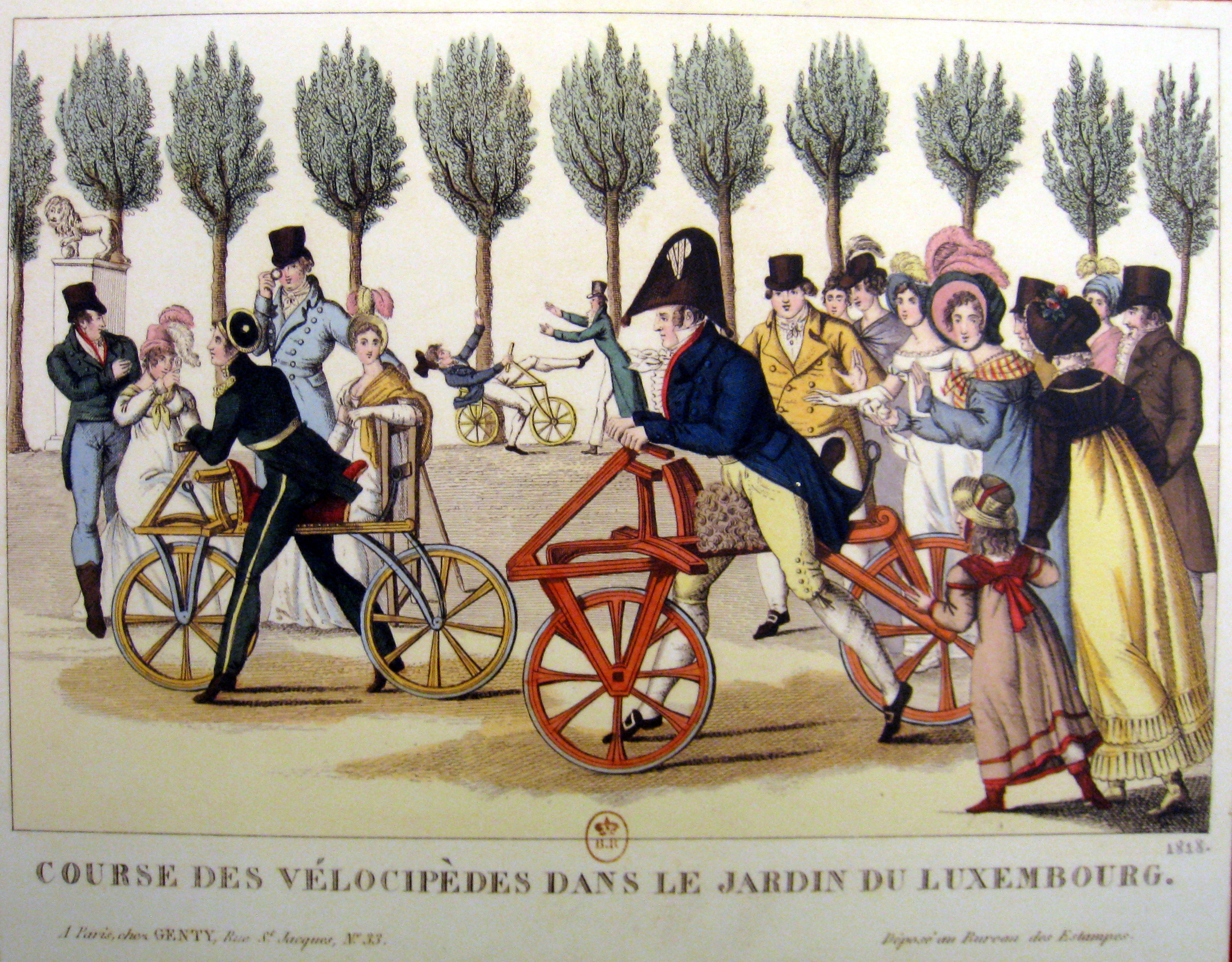
Démonstrations françaises au jardin du Luxembourg, en 1818.
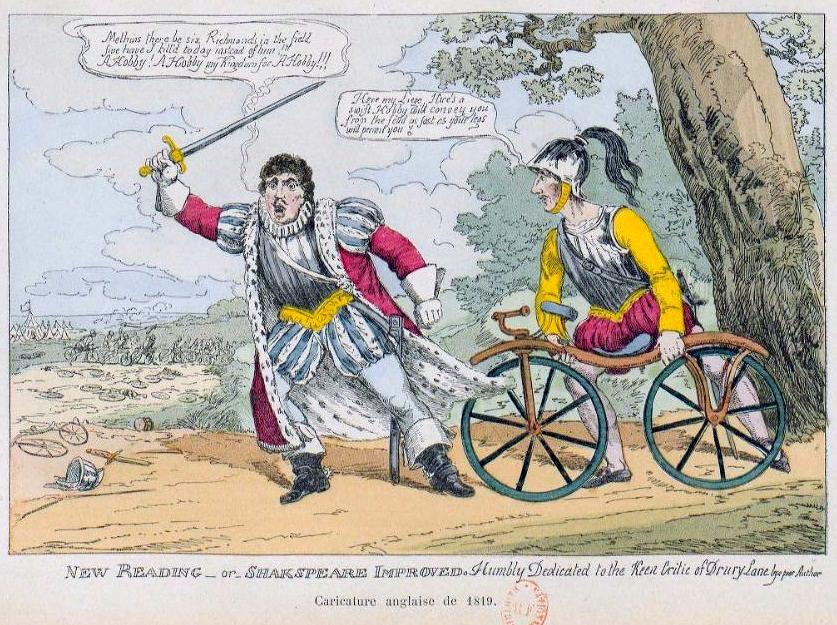
Caricature anglaise, en 1819.
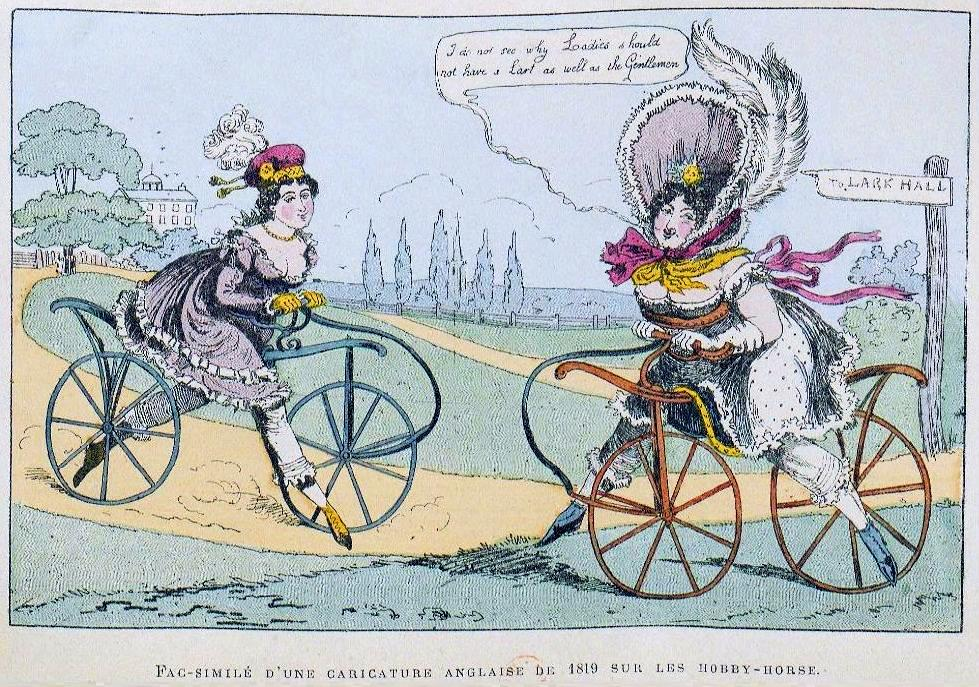
Caricature anglaise, en 1819.
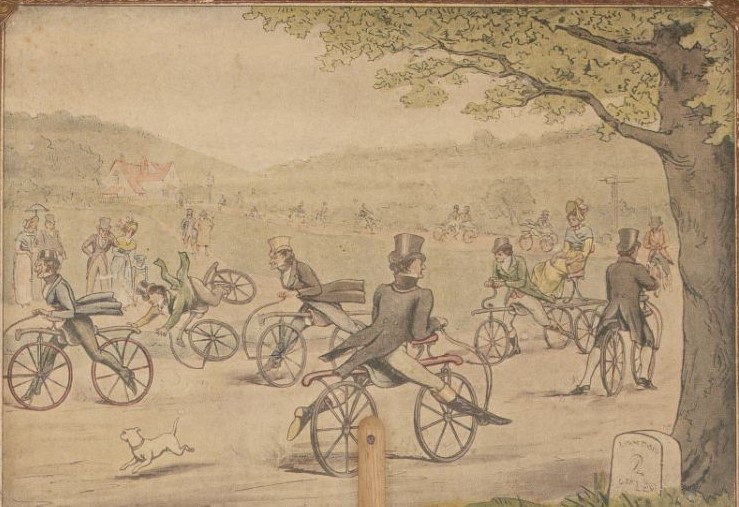
Carle Vernet, La bicyclette en 1819.
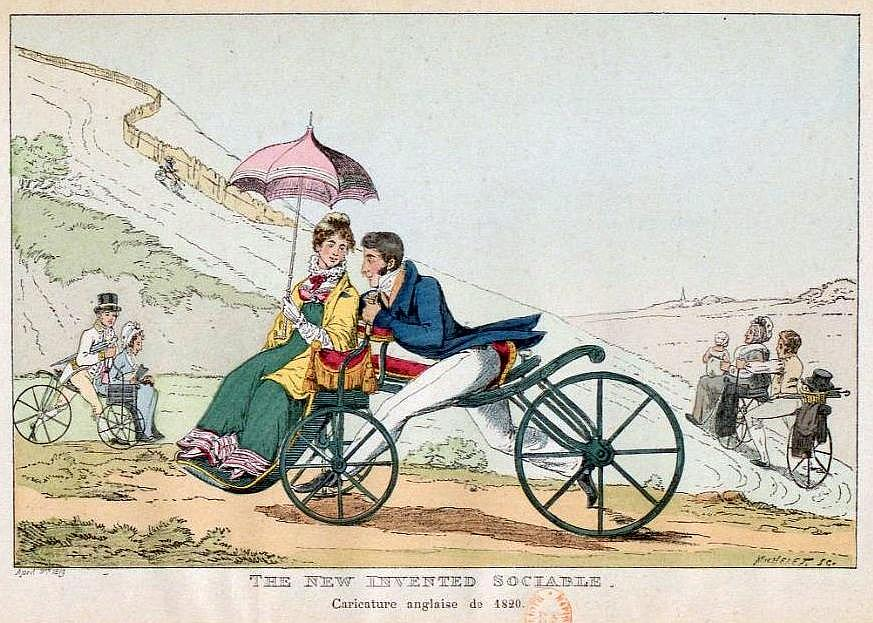
Caricature anglaise, en 1820.
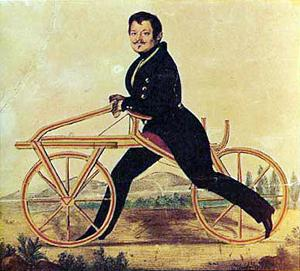
Lithographie de Hartenstein, 1820.

## Postérité
La draisienne est commercialisée en tant que moyen de locomotion pour jeunes enfants (à partir de deux ans). C'est en 1997 que la société allemande Kokua a remis au goût du jour la draisienne en commercialisant un vélo sans pédales sous le nom de « Likeabike ».
Depuis, le concept a été maintes fois décliné et la draisienne a connu une diffusion relativement importante. En effet, ce vélo d'apprentissage est maintenant disponible pour les bébés dès deux ans jusqu'aux enfants de quatre à cinq ans. La draisienne permet l'apprentissage de l'équilibre (d'où son nom de « balance bike » dans les pays anglophones), mais aussi le développement des réflexes et de la coordination motrice. Aujourd'hui, les fabricants sont de plus en plus nombreux et ils s'attachent à développer des solutions favorisant davantage le développement moteur de l'enfant. Il n'est désormais plus rare de voir un repose-pieds au bas de la draisienne pour renforcer l'équilibre. Les draisiennes peuvent aussi être équipées de frein pour permettre aux enfants d'appréhender le freinage manuel en vue d'une transition vers le vélo. Il existe maintenant des stages pour les animateurs de centres de loisirs pour l'intégration de la draisienne dans leurs activités pour favoriser la socialisation des enfants et l'apprentissage de l'équilibre. Des « rencontres sportives » sont organisées en France pour l'amusement et l'apprentissage de cette nouvelle activité.

Draisiennes pour enfant
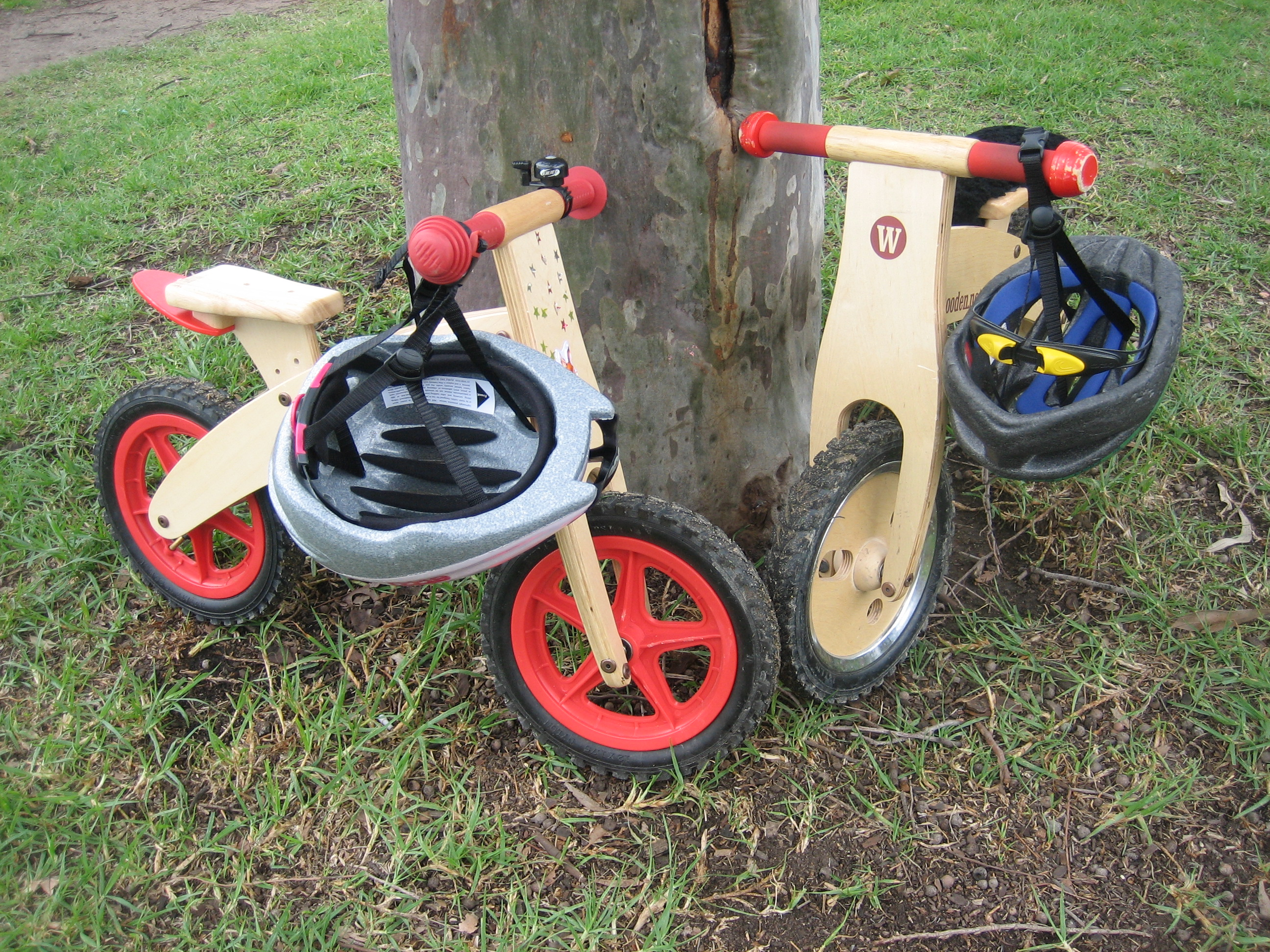
Draisiennes avec cadre en bois.
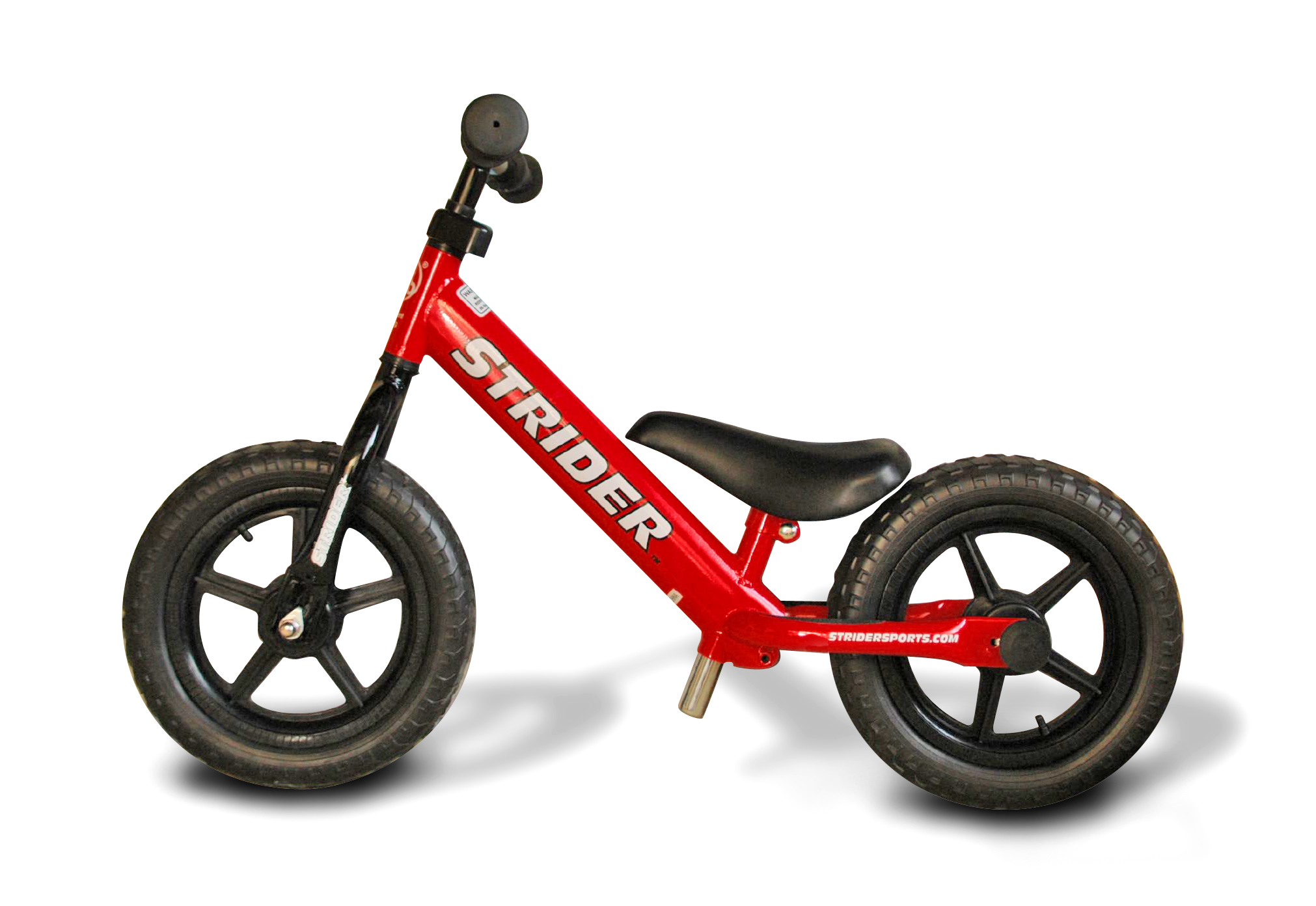
Draisienne avec cadre métallique.
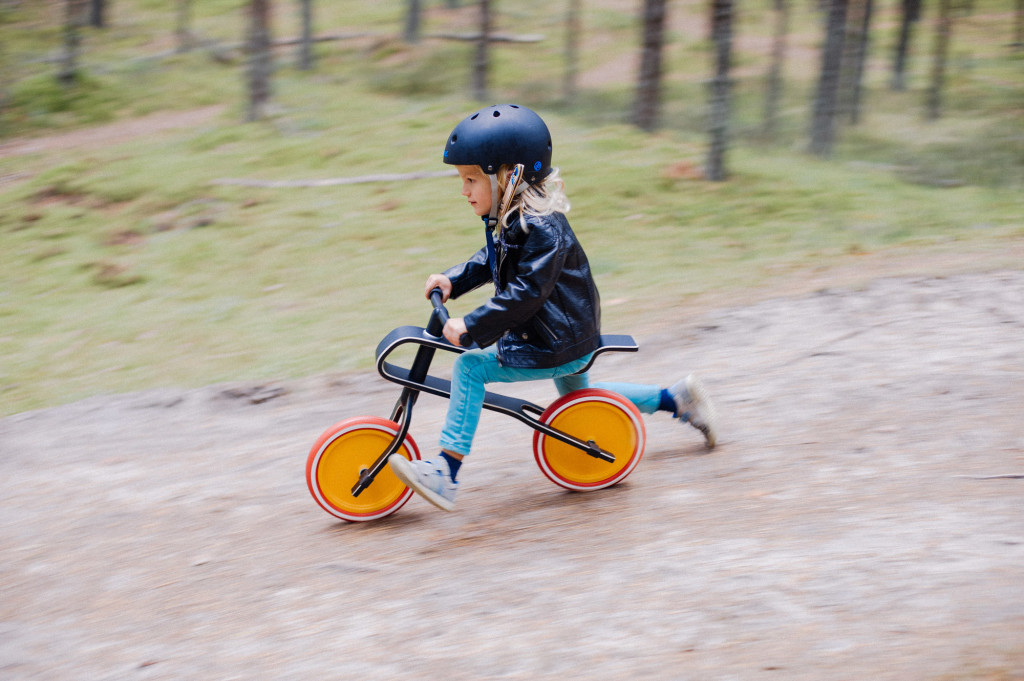
Enfant sur son « Brum Brum ».
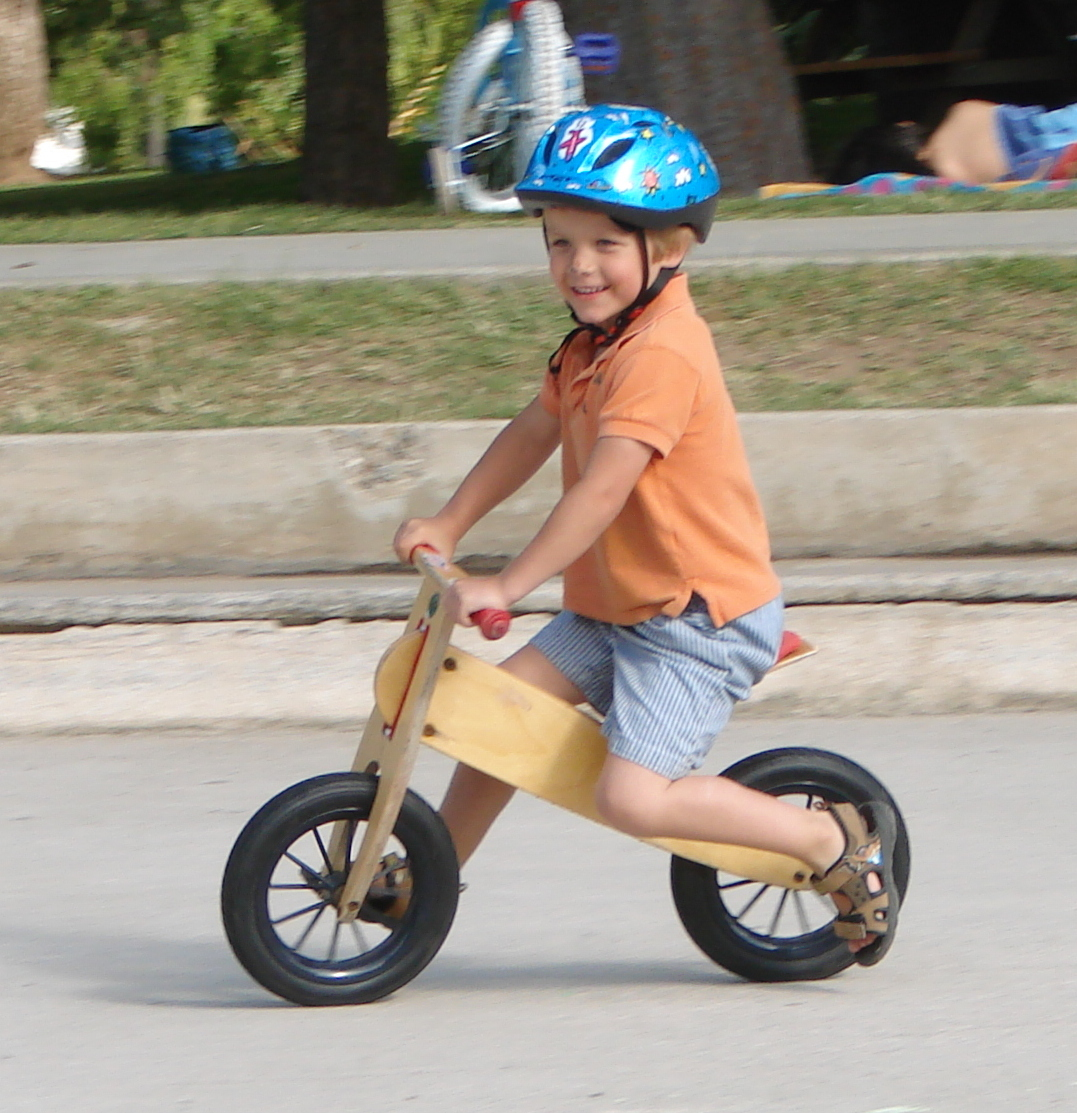
Enfant sur sa draisienne.
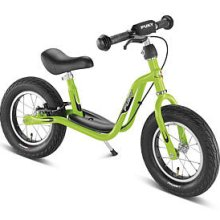
Draisienne pour enfant « PUKY ».
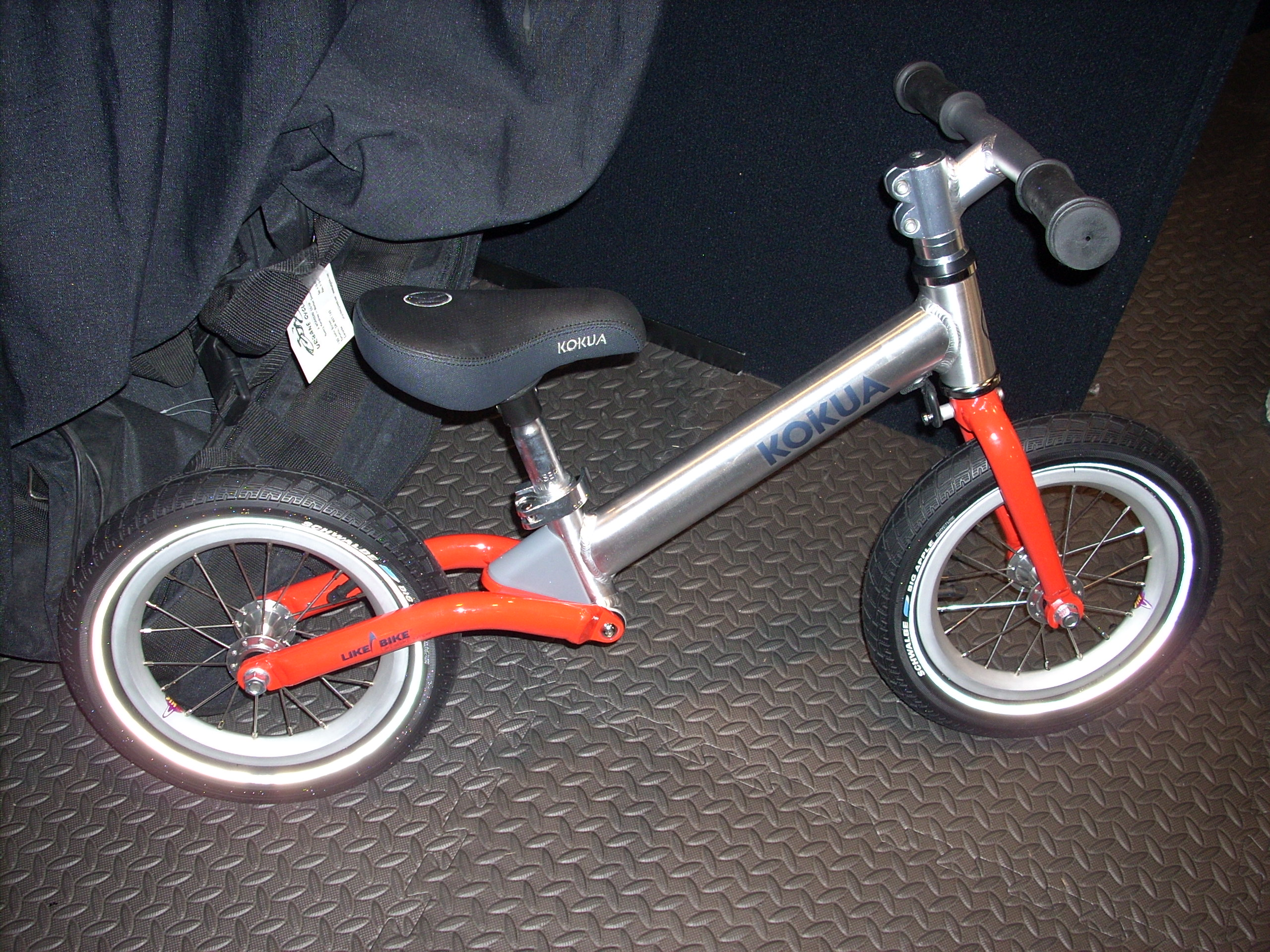
Draisienne pour enfant.